# إس. عرفان حبيب
إس. عرفان حبيب (بالإنجليزية: S. Irfan Habib) هو مؤرخ علوم هندي، ولد في 1931.